# 제12항공함대
제12항공함대(第十二航空艦隊 다이쥬니코쿠칸타이[*], 영어: 12th Air Fleet)는 일본 제국 해군의 항공함대이다. 일본 본토의 북부지방을 관할하였다. 군대 부호는 12AF.

## 역사
알류쟌 제도, 치시마 제도, 가라후토 관할 부대인 제5함대를 지원하기 위해 제12항공함대가 1943년 5월 18일에 창설되자, 8월 5일에 두 개의 관할 지역부대를 통솔할 북동방면함대가 창설되었다. 제12항공함대 사령장관이 북동방면함대 사령장관 직책을 겸임하였다.
창설된 5월 18일 당시에는 예하부대는 편성하지 못하고 서류에만 존재하였고, 북동방면함대가 창설된 8월 5일이 되어서야 제24, 27, 51항공전대, 호로무시로 전신부대, 제5기상관측대를 전속받아 완전한 부대를 편성하였다. 그사이에 애투섬과 키스카섬의 통제권을 미국 알래스카 방위사령부에서 재찾아가면서, 제12항공함대가 본 궤도에 올랐을 때에는 치시마 제도과 가라후토만을 해상 초계 및 순찰하게 되었다.
이듬해 1944년 2월 6일, 콰잘레인 전투에 참전했던 제24항공전대는 사령관 야마다 미치유키 소장의 전사로 기능을 상실하였고, 2월 20일에 편제목록에서 내려졌다.
1944년 12월 5일, 제5함대가 남서방면함대로 전속하게 됨에 따라,  따라 수상함 전력을 잃은 북동방면함대는 폐지되었다. 제12항공함대는 연합함대로 전속되었지만, 부여받았던 항공 경계 정찰 임무는 종전을 맞이할 때까지 계속해서 수행하였다.
1945년 2월 15일부터 제12항공함대 사령장관과 참모장은 오미나토 경비부의 사령장관과 참모장 직책을 겸임하였다.

## 구조

### 지휘부
| 계급 | 성명            | 취임일          | 이임일          | 설명                                        |
| ---- | --------------- | --------------- | --------------- | ------------------------------------------- |
| 중장 | 도즈카 미치타로 | 1943년 5월 18일 |                 | 북동방면함대 사령장관 겸임                  |
| 중장 | 고토 에이지     | 1944년 9월 15일 |                 | 북동방면함대, 오미나토 경비부 사령장관 겸임 |
| 중장 | 우가키 간지     | 1945년 3월 15일 | 1945년 10월 1일 | 오미나토 경비부 사령장관 겸임               |

| 계급 | 성명                | 취임일          | 이임일          | 설명                        |
| ---- | ------------------- | --------------- | --------------- | --------------------------- |
| 소장 | 이치노미야 요시유키 | 1943년 5월 18일 |                 | 북동방면함대 참모장 겸임    |
| 소장 | 마쓰모토 다케시     | 1945년 2월 6일  |                 |                             |
| 소장 | 카노메 젠스케       | 1945년 2월 15일 | 1945년 10월 1일 | 오미나토 경비부 참모장 겸임 |

### 소속
1. 북동방면함대, 8월 5일, 1943년 8월 5일
2. 연합함대, 1944년 12월 5일

### 편성
- 일본 제국 해군의 전투 서열 (1944년 4월 1일), 전시편제제도 개정 이후
- 일본 제국 해군의 전투 서열 (1944년 8월 15일), 마리아나 해전 이후

#### 1943년 8월 5일
- 제24항공전대
- 제27항공전대
- 제51항공전대
- 호로무시로 전신부대
- 제5기상관측대

#### 1944년 12월 5일
- 제452해군항공대; 1945년 1월 1일, 폐지
- 치시마 방면 근거지대
  - 제3어뢰정대
  - 제51~53, 57경비대, 시무 통신대, 제15특설수송대
- 직속
  - 호쿠토 해군항공대

## 참고
- D'Albas, Andrieu (1965). 《Death of a Navy: Japanese Naval Action in World War II》 (영어). Devin-Adair Pub. ISBN 0-8159-5302-X.